# Jacob Caproens
Jacob Caproens o Jac. Caproens (Actividad entre 1675-1725, en Amberes) fue un pintor de bodegones activo en Amberes a fines del siglo XVII y principios del XVIII. Hasta la fecha, solo se han identificado un puñado de obras del artista. Caproens pintaba bodegones de flores y frutas, cuadros de guirnaldas y bodegones de banquetes.  

## Vida

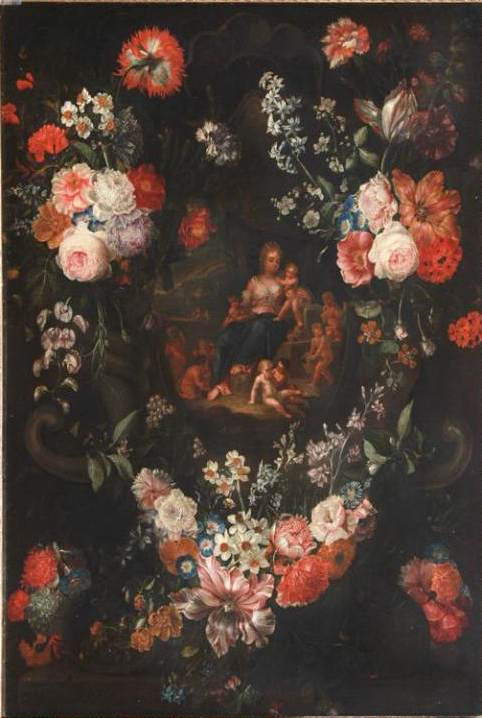
Cartouche bodegón de flores alrededor de una imagen de Caritas

No se sabe nada sobre la vida de Jacob Caproens. La primera mención del artista se encuentra en un catálogo de venta del siglo XVIII, que menciona una gran pintura de flores y dos grandes pinturas de flores y frutas de Caproens. Se cree que estuvo activo en Amberes. Mientras que algunos historiadores del arte han situado el período de su actividad entre 1675 y 1725, otros lo ubican antes entre 1653 y 1672.  

## Trabajo
Caproens pintaba bodegones de flores y frutas, cuadros de guirnaldas y bodegones de banquetes. La firma de Caproens se ha encontrado en al menos tres grandes bodegones de flores y frutas, que están claramente inspirados en la pintura flamenca de bodegones.  Sus bodegones de estilo banquete, que representan comida y vajilla colocados sobre una mesa, también muestran la influencia de Jan Davidszoon de Heem, un pintor de bodegones holandés que estuvo activo en Amberes desde mediados de la década de 1630.
Caproens produjo una serie de composiciones en el género de 'pinturas de guirnaldas'. Las pinturas de guirnaldas son un tipo de naturaleza muerta inventada a principios del siglo XVII en Amberes por Jan Brueghel el Viejo y posteriormente practicada por los principales pintores flamencos de naturaleza muerta, y en particular Daniel Seghers. Las primeras pinturas de este género generalmente mostraban una flor o, con menos frecuencia, una guirnalda de frutas alrededor de una imagen o retrato devocional. En el desarrollo posterior del género, la imagen devocional fue reemplazada por otros temas como retratos, temas mitológicos y escenas alegóricas.
Las pinturas de guirnaldas generalmente eran colaboraciones entre un pintor de bodegones que pintaba la guirnalda y un pintor de figuras que llenaba el cartucho central con una imagen. El cartucho en el centro de las pinturas de guirnaldas de Caproens está lleno de imágenes religiosas y mitológicas. Un par de pinturas de guirnaldas tituladas Cartouche Bodegón de flores alrededor de una imagen de Caritas y Cartouche Bodegón de flores alrededor de una bacanal de putti (Ayuntamiento de Braunlage) tienen respectivamente un cartucho religioso y secular.